# T포즈

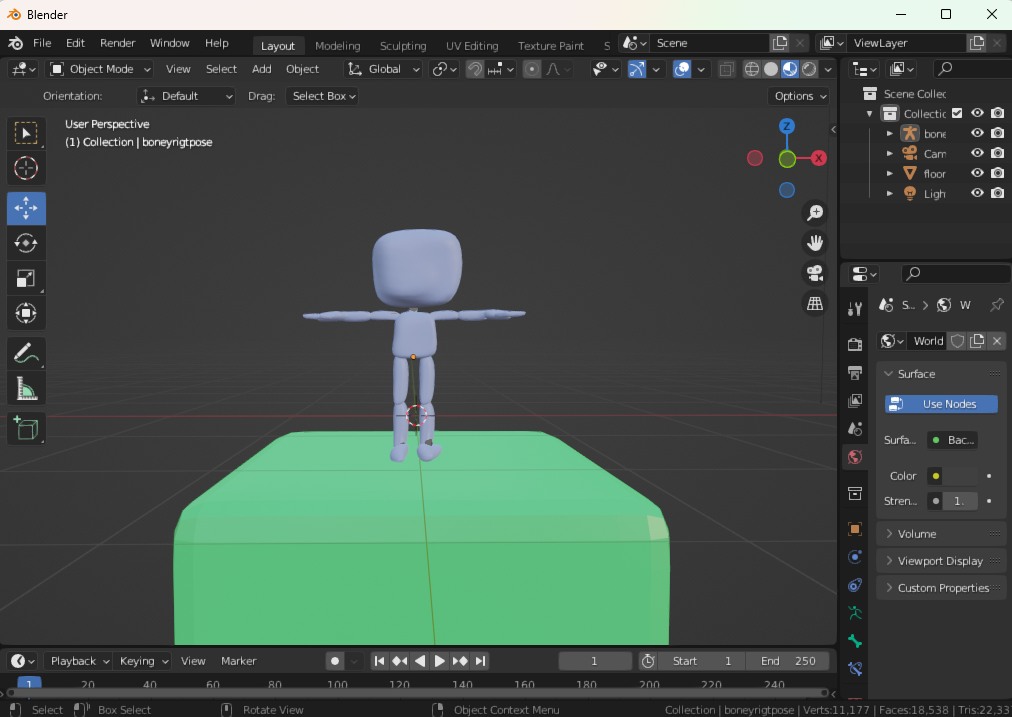
Blender 3D의 T-포즈 모델 예

컴퓨터 애니메이션에서 T 포즈, 또는 바인드 포즈나 레퍼런스 포즈는, 3D 모델의 뼈대가 움직이기 전의 기본 포즈이다.

## 사용
T 포즈는 주로 애니메이션 소프트웨어에서 기본 포즈로 사용되며, 애니메이션을 만들기 위해 사용된다.
애니메이션 소프트웨어에서 기본 포즈로 사용되는 것 외에도 여러 사용 방법이 있다.
특히 3D 애니메이션이 포함된 비디오 게임에서, T 포즈는 보통 완성되지 않은 애니메이션에서 플레이스홀더로 사용된다. 일부 모션 캡쳐 소프트웨어에서는, 모션 캡쳐 슈트를 입은 배우가 모션 캡쳐를 시작하기 전 T 포즈를 하고 있어야 한다.
다른 포즈들도 쓸 수 있지만 T 포즈가 가장 흔하게 사용된다.

## 인터넷 밈으로써
2016년부터 시작해다시 유행하기 시작한 2017년까지, T 포즈는 특유의 기묘하고 이상한 모습으로 인터넷 밈으로써 널리 퍼졌다.
특히 비디오 게임에서 애니메이션이 있어야 할 자리에 T 포즈를 한 캐릭터가 있는 모습이 밈으로써 많이 활용되었다.
NBA 엘리트 11의 사전 공개 영상에는 글리치들이 가득했다. 특히 앤드류 바이넘의 모델은 의도치 않게 나와야 할 애니메이션 대신 T 포즈를 보이게 되었다.
이 글리치는 후에 "바이넘 예수님 글리치"로 유명해졌다. EA는 결국 만족스럽지 않은 결과로 출시를 취소했다. 사이버펑크 2077에도 비슷한 일이 있었다.

## 같이 보기
- 비트루비우스적 인간